# Chandler Gulch
Chandler Gulch è il nome con cui viene identificata una valle degli Stati Uniti d'America, in California. La valle è sita nella Contea di San Mateo, ad un'altitudine di circa 47 metri sul livello del mare.
Chandler Gulch è anche il nome del torrente che scorre nell'omonima valle, e che sfocia nel Bradley Creek, il quale a sua volta è affluente del Pescadero Creek, maggior fiume della Contea di San Mateo.